# Beach Blanket Bogus
A Beach Blanket Bogus a Totál Dráma Akció című kanadai animációs sorozat negyedik epizódja. Eredeti premierje 2009. február 1-jén volt. Magyarországon a premier 2009. október 1-jén volt.

## Leírás
A versenyzők egy tengerparti próbán vesznek részt, amelynek első része az, hogy meg kell lovagolni egy önműködő szörfdeszkát. Justin beeseik a vízbe, és a cápák kiugranak, majd újraélesztik. Owen alatt eltörik a deszka, és a víz esőként hullik mindenkire, ezért a cápák pihenőt kapnak. Ezt a menetet a menetet a Fókusz Pullerek nyerik Duncannek köszönhetően. A próba második menetéhez a versenyzők visszatérnek a Totál Dráma Sziget helyszínére, ahol egy homokvárat kell építeniük. Gwen úgy látja, hogy Trent teljesen megőrült, mivel folyton számol, miközben egy karkötőt ütöget a homlokához, és mindenből kilencet akar. Trent öt betű, Gwen négy betű: így jön ki a kilenc. Végül a második menetet a Kamera Manusok nyerik Beth papírvárával. Ezért sor kerül egy harmadik menetre. A harmadik menet egy tengerparti táncverseny. LeShawna táncol a Pullereknek, Trent pedig a Manusoknak. Mivel LeShawna nagyon jól tud táncolni, a Pullerek nyerik a próbát.

## Státusz
| #        | Helyezés |
| -------- | -------- |
| Gwen     | Nyer     |
| Trent    | Veszít   |
| Leshawna | Nyer     |
| Heather  | Nyer     |
| Owen     | Veszít   |
| DJ       | Nyer     |
| Duncan   | Nyer     |
| Beth     | Veszít   |
| Harold   | Nyer     |
| Justin   | Veszít   |
| Lindsay  | Veszít   |

## Lásd még
- Totál Dráma Akció
- A Totál Dráma epizódjainak listája